# Карло I Малатеста ди Соляно
Вижте пояснителната страница за други личности с името Карло Малатеста.
Карло I Малатеста ди Соляно (на италиански: Carlo I Malatesta di Sogliano; * Соляно, † 1486, пак там) от кадетския клон Малатеста от Соляно на рода Малатеста е суверенен граф на Соляно и владетел на Пенабили, Ронкофредо, Чола дей Малатести, Монтеджели, Ронтаняно, Савиняно ди Риго, Пиетра дел'Узо, Монтепетра, Стригара, Гаджо, Вилалта, Спинело, Сан Мартино ин Конверсано, Монтекодруцо, Сегуно, Торнано, Сера и Борги около 1452 г., и граф на Пондо от 25 юни 1452 г.

## Произход
Той е син на Джовани IV Малатеста ди Соляно († ок. 1452), който с брат му Малатеста III е суверенен граф на Соляно и владетел на Пенабили, Ронкофредо, Чола дей Малатести, Монтеджели, Ронтаняно, Савиняно ди Риго, Пиетра дел'Узо, Монтепетра, Стригара, Гаджо, Вилалта, Спинелло, Сан Мартино ин Конверсето, Монтекодруцо, Сегуно, Торнано, Сера и Борги около 1442 г., и на съпругата му Изабела Висконти. Има една сестра:
- Джована, съпруга на Андроино ди Биордо дели Убертини, граф на Пондо

## Биография
На 25 юни 1455 г. е провъзгласен за граф на Пондо (отнет от собственика му) от епископа на Сарсина, узурпирайки феодалното право на абат на Сан Джовани ин Галеата, който го е дал на Убертините. 
Първоначално е съюзник на роднината си Сиджизмондо Пандолфо Малатеста, господар на Римини, но впоследствие, на 6 юли 1456 г., сключва договор с брат му Доменико Малатеста Новело, господар на Чезена, и с Федерико да Монтефелтро, херцог на Урбино. През 1460 г. Пенабили е даден на Папската държава, която го дава на Да Монтефелтро. 
Капитан е на папската армия през 1462 г. Служи на Да Монтефелтро като наместник на Светия престол и воюва срещу Римини и Чезена, а папският легат му обещава, че ще му бъдат запазени всички територии, държани от него, зависими от Папската държава. При мира от 1463 г. папата го обявява за свой съюзник и го прави вечен викарий на Сан Джовани ин Галилея.
През 1463 г. продава Борги на Светия престол и на 7 април 1464 г. е обявен за владетел на Руфиано и Пратолина с папска була (срещу заплащане на годишна сума). През 1466 г. завзема номинално даденото му преди това Графство Пондо (с Мелето, Сапето, Чиня, Букио, Монтегуиди, Поцуоло Валендзера, Сасета и Соазия), като изгонва младия Биордо дели Убертини, негов племенник, който е назначен за пазител и който трябва да подпише отказа от Пондо и Спинело под смъртна заплаха. 
След като господар на Римини през 1468 г. става Роберто Малатеста, син на Сиджизмондо, Карло I се опитва да си върне приятелството му и след няколко години успява, за което вероятно съдействат венецианците, чиито военни услуги изпълнява. През 1481 г. Роберто освобождава от всякакви данъци и такси местата под негова юрисдикция. 
През 1470 г. служи като капитан във Венеция.
Той е граф на Монтекодруцо заедно с двамата си извънбрачни сина (легитимирани с папска була) за краткия понтификат през 1485 г.;в нея папата постановява, че в бъдещето унаследяване извънбрачните синове трябва да наследяват за сметка на законнородените дъщери.
Умира през 1486 г. и е погребан в църквата „Сан Франческо“ във Верукио.

## Брак и потомство
∞ за Чечилия Риналдини, от която има един син и четири дъщери: 
- Джироламо Малатеста ди Соляно († 1465 млад), сгоден 23 август 1464 за Джентиле, дъщеря на Федерико да Монтефелтро
- Изабела Малатеста ди Соляно, ∞ за Остазио дей Тиберто от Чезена
- Андроника Малатеста ди Соляно, ∞ за граф Антонио Малатеста ди Джиаджоло
- Виоланта Малатеста ди Соляно († пр. 1485), ∞ за Алесандро Отоно († 1485), господар и викарий на Мателика
- Дианора Малатеста ди Соляно

Има няколко извънбрачни деца.
От Пиерина ди Таламело има двама сина:
- Рамберто Новело II „Философът“ (* 1475, † 1523), узаконен с папска була 1485; ∞ 1. за Мария Дзоали († 1507), 2. за метресата си Анджелина. Има тринадесет деца.
- Малатеста Малатеста ди Гаджо († 19 декември 1528, Павия), узаконен с папска була 1485, господар на Гаджо и на Вилалта, абат комендатор на Сант Амброджо ди Ранкио (оставка 1486 г.) и на Сан Бартоломео и Мартино ди Монтерифи (оставка 1486), одитор на кардинал Рафаеле Риарио до 1486 г., граф на Монтекодруцо за краткия понтификат от 1485 г., господар от 1513 на Монтекодруцо, Сера, Торнано и Чола дей Малатести, капитан на Флоренция 1498 и 1504, на Венеция април 1513 г. и венециански губернатор на Фриули декември 1513 г., генерал на артилерията на Венеция 1528 г.; ∞ за Лаура († 23 август 1517), дъщеря на Франческо дели Убалдини, от която има четири деца.

От неизвестни жени има:
- Камила Малатеста ди Соляно
- Пандолфо Малатеста ди Соляно († на 6 г.)